# .50 Action Express
.50アクション・エクスプレス弾 ｛英：.50 Action Express（.50AE、12.7×33mm）｝は大口径 ハンドガン 用の弾薬。1988年にAction Arms社のアメリカ人、エヴァン・ウィルジンによって開発された。.50 AEは、生産されている拳銃弾の中でも最強クラスの弾薬である。

## 概要
.50 AEを初めて採用した拳銃は、Arcadia Machine and Tool社のAMT オートマグ マーク5だった。弾薬の直径は.547 インチ (13.9 mm) で、リベーテッドリム。.50 AEのリム径は.44マグナム弾のそれと同じである。.50 AEのマーク19 デザートイーグルは、バレルとマガジンを交換するだけで.44マグナム弾に対応する。
当初、.50AE弾のアメリカにおける登場は難航した。これは合衆国の法により、非スポーツ用途の火器は、口径が0.5インチを超えてはならないと規定されていたためである。当初の.50 AEの口径は、従来のライフリングを想定した.51インチであったが、デザートイーグルの生産時にポリゴナルライフリングへと転向したことによりプラグゲージが通り、アルコール・タバコ・火器及び爆発物取締局(BATFE)が定める破壊的装置として解釈されることとなる。 名目上の口径は当初の.51インチから0.5インチ(12.7mm)へと縮小したため、テーパー掛かった薬莢が特徴的である。
現在、.50 AE弾の実包はCCI Ammunition、Speer、Hornady、 IMIなどが生産しており、IMI製弾薬はアメリカのマグナムリサーチ社が「サムソン・ウルトラ」の商標で輸入している。標準的な6インチバレルのデザートイーグルから、Speer社の300グレイン(約19.4g)弾が放たれると、銃口初速は1500ft(457.2m)/s、マズルエネルギーは1,500 ft⋅lb (2,000 J)を超える。
デザートイーグルでの.50AE弾の反動はかなりのものであり、銃の機構と重量により多少軽減されるものの、.44マグナム弾よりも強烈である。.50AEに対応する他の銃器には、AMT オートマグ VやLAR グリズリー ウィンマグなどがある。

## 性能

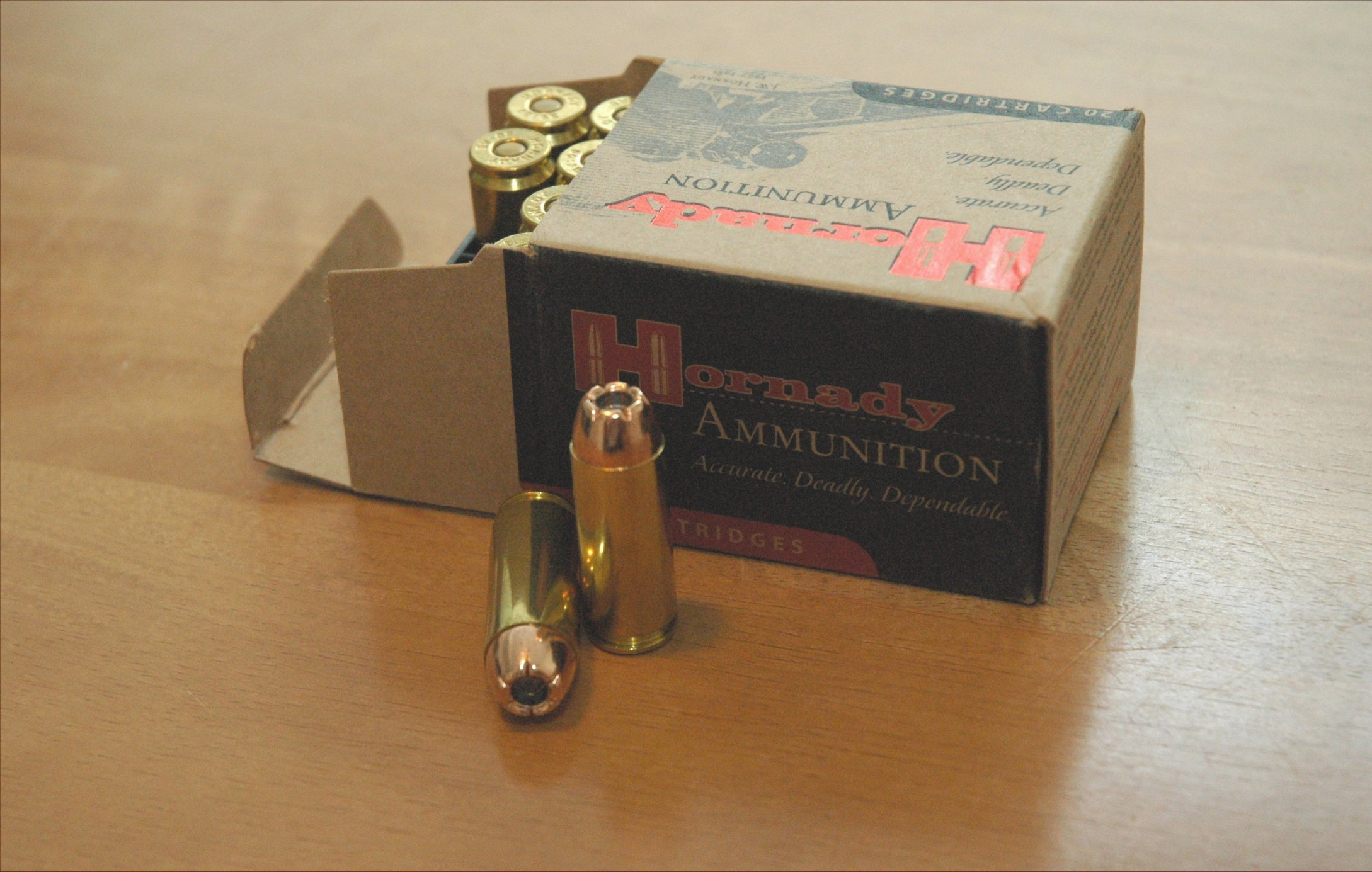
ホーナディー社の.50AE弾、300グレーンホローポイント弾の箱

スポーツ火器および銃弾製造業者協会(SAAMI)では、.50AEの最大チャンバー圧は36,000 psi (248 MPa)と規定している。市販のファクトリーロード弾は1,800 ft·lbf (2440 J)近い初活力を発生する。新品未使用の真鍮製プライマーはスターライン社が販売している。
弾丸の製造業者はいくつか存在するが、.500S&Wマグナム弾用に設計された弾丸の多くは、.50AE弾専用の半自動拳銃で使うには長すぎる。

## 用途
他の大型拳銃弾同様、.50AEの用途はメタルシルエット射撃や中、大型獣を対象とする狩猟が一般的である。.44マグナム、.454カスール、.460 S&Wマグナム、.500 S&Wマグナム などのように、熊などの大型獣からの自己防衛にも適している。